# Ї мейн
Ї мейн (кит.: 伊麵; піньїнь: yī miàn; єл.: yī mihn) — різновид плоскої кантонської яєчної локшини, виготовленої з пшеничного борошна. Вона відома своїм золотисто-коричневим кольором і жувальними властивостями. Злегка жувальна і злегка пориста текстура локшини зумовлена газованою водою, яка використовується для приготування тіста, яке потім обсмажується і сушиться в плоскі сушені цеглинки, схожі на коржики.

## Підготовка
Локшина ї мейн, яку можна придбати в продуктових магазинах, була попередньо приготована в машинах так само, як виготовляється сучасна локшина швидкого приготування.
Локшину можна приготувати кількома способами. Спочатку її відварюють, потім обсмажують або використовують для приготування супів чи салатів. Хороша локшина зберігає свою еластичність, дозволяючи локшині розтягуватися та залишатися жувальною.

### Страви
Локшину Ї мейн можна споживати безпосередньо або використовувати в різних стравах:
- Проста ї мейн
- Звичайна ї мейн з китайською цибулею (韮黃)
- Сушена смажена ї мейн (乾燒伊麵), часто подається з китайською цибулею та грибами шіїтаке
- Ї мейн із крабовим м'ясом (蟹肉伊麵)
- Ї мейн із лобстером (龍蝦伊麵), її іноді подають із сиром у Гонконзі[2][3]
- Ї мейн із чорними грибами та баклажанами
- Ї мейн у супі
- I fu mie, смажена локшина ї мейн, яка подається в соусі з овочами, куркою або креветками.

## Традиції
Коли ї мейн споживають на день народження, її зазвичай називають локшиною довголіття або сау мейн (壽麵/寿面). Китайський ієрогліф, що означає «довгий» (長壽麵/长寿面), також додається як префікс для позначення «довгого життя». Зазвичай у таких випадках її їдять з булочками довголіття.
Ї мейн також є популярною стравою місячного Нового року. За традицією, шеф-кухар не може розрізати локшину, а кожне пасмо має бути з'їдене цілим.

## Галерея

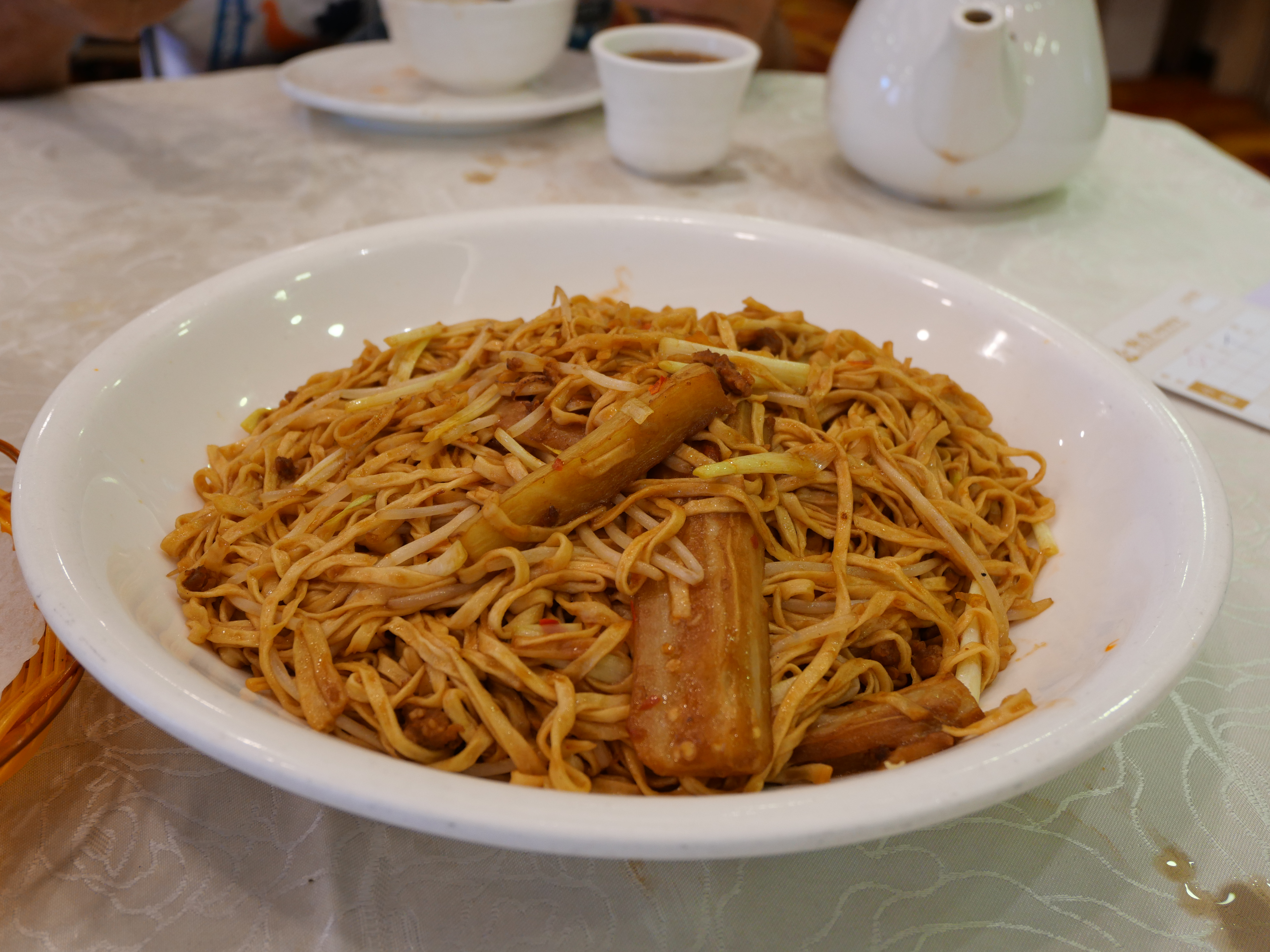
Смажена ї мейн у стилі рибалки
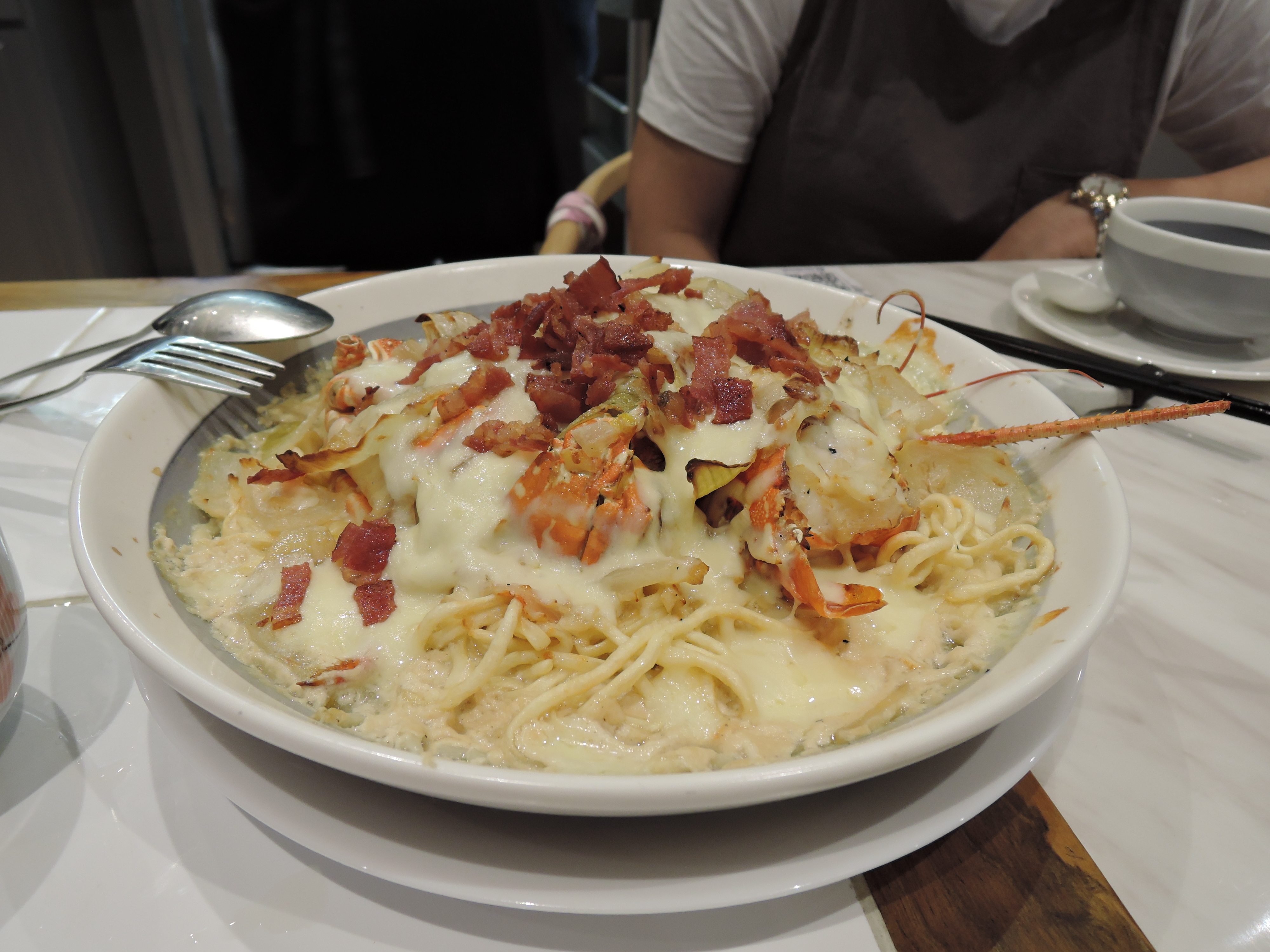
Західний і китайський стиль ї мейн із лобстером
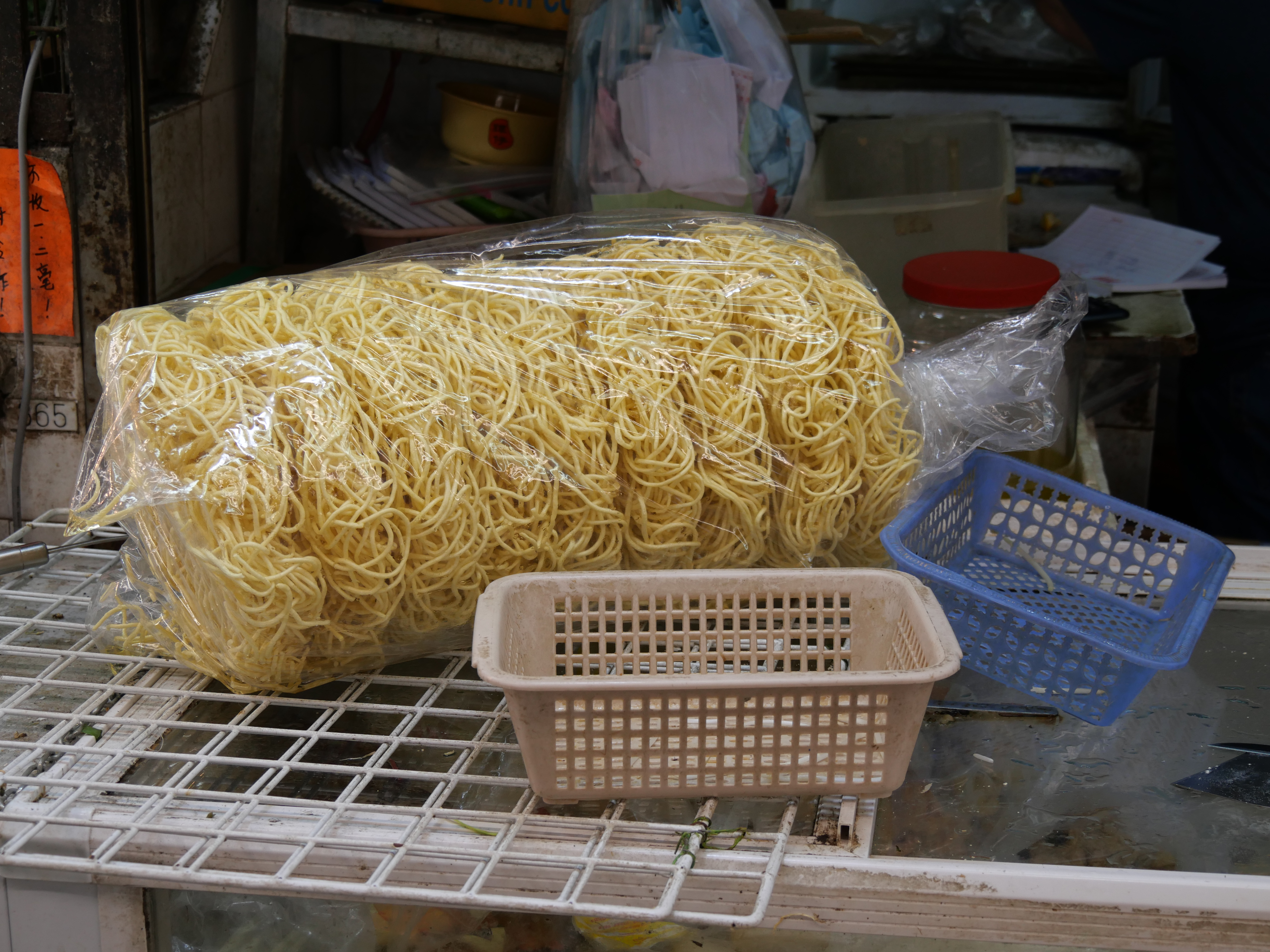
Пакет ї мейн у магазині в Yuen Long, Гонконг
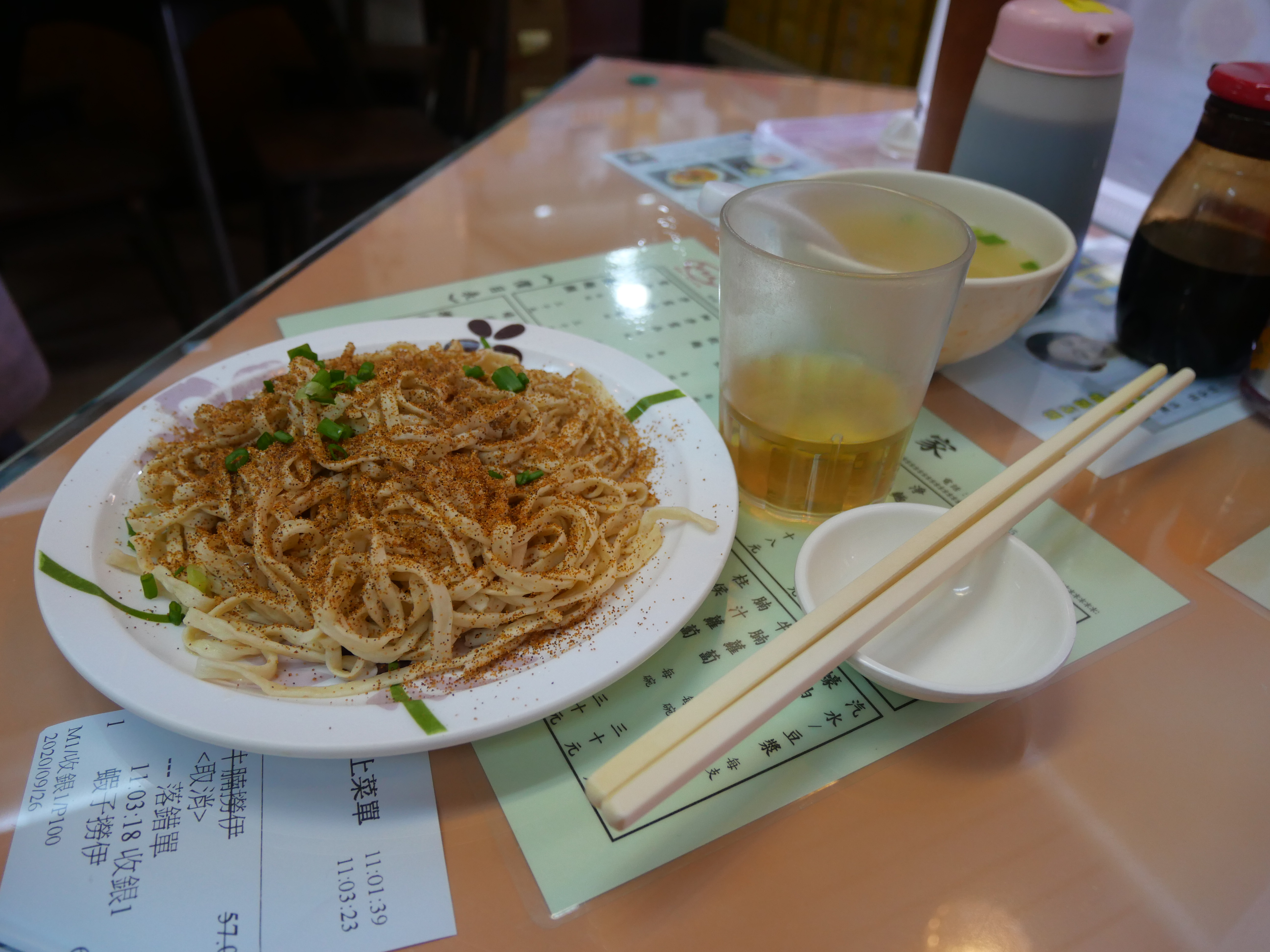
Локшина E-Fu з меленими сушеними креветками в ресторані китайської локшини в Юен Лонг, Гонконг